# Classe York
A Classe York foi uma classe de cruzadores pesados operada pela Marinha Real Britânica, composta pelo HMS York e HMS Exeter. Suas construções começaram em 1927 e 1928, foram lançados ao mar em 1928 e 1929 e comissionados na frota britânica em 1930 e 1931. O projeto da Classe York foi desenvolvido com o objetivo de ser mais barato do que a predecessora Classe County, pois o governo britânico na época estava sob pressão para reduzir os custos das defesas do Império. O segundo cruzador foi adiado em um ano por questões orçamentárias, o que permitiu a implementação de alterações em relação ao primeiro, incluindo melhor blindagem e uma superestrutura diferente.
Os dois cruzadores da Classe York eram armados com uma bateria principal composta por seis canhões de 203 milímetros montados em três torres de artilharia duplas. Tinham um comprimento de fora a fora de 175 metros, boca de dezessete metros, calado de seis metros e um deslocamento carregado de mais de dez mil toneladas. Seus sistemas de propulsão eram compostos por oito caldeiras a óleo combustível que alimentavam quatro conjuntos de turbinas a vapor, que por sua vez giravam quatro hélices até uma velocidade máxima de 32 nós (59 quilômetros por hora). Os navios também eram protegidos por um cinturão de blindagem com 76 a 101 milímetros de espessura.
Os navios atuaram principalmente na América do Norte e Caribe nos tempos de paz. Com o início da Segunda Guerra Mundial, o York participou Campanha da Noruega e depois de ações na Batalha da Grécia, sendo seriamente danificado por lanchas torpedeiras italianas em Creta em março de 1941 e depois deliberadamente afundado em maio. O Exeter estava patrulhando o Oceano Atlântico quando a guerra começou e enfrentou o cruzador pesado alemão Admiral Graf Spee na Batalha do Rio da Prata. Depois disso escoltou comboios no Atlântico e Oceano Índico, sendo então transferido no início de 1942 para Singapura. Foi afundado em março na Segunda Batalha do Mar de Java.